# Déclin urbain

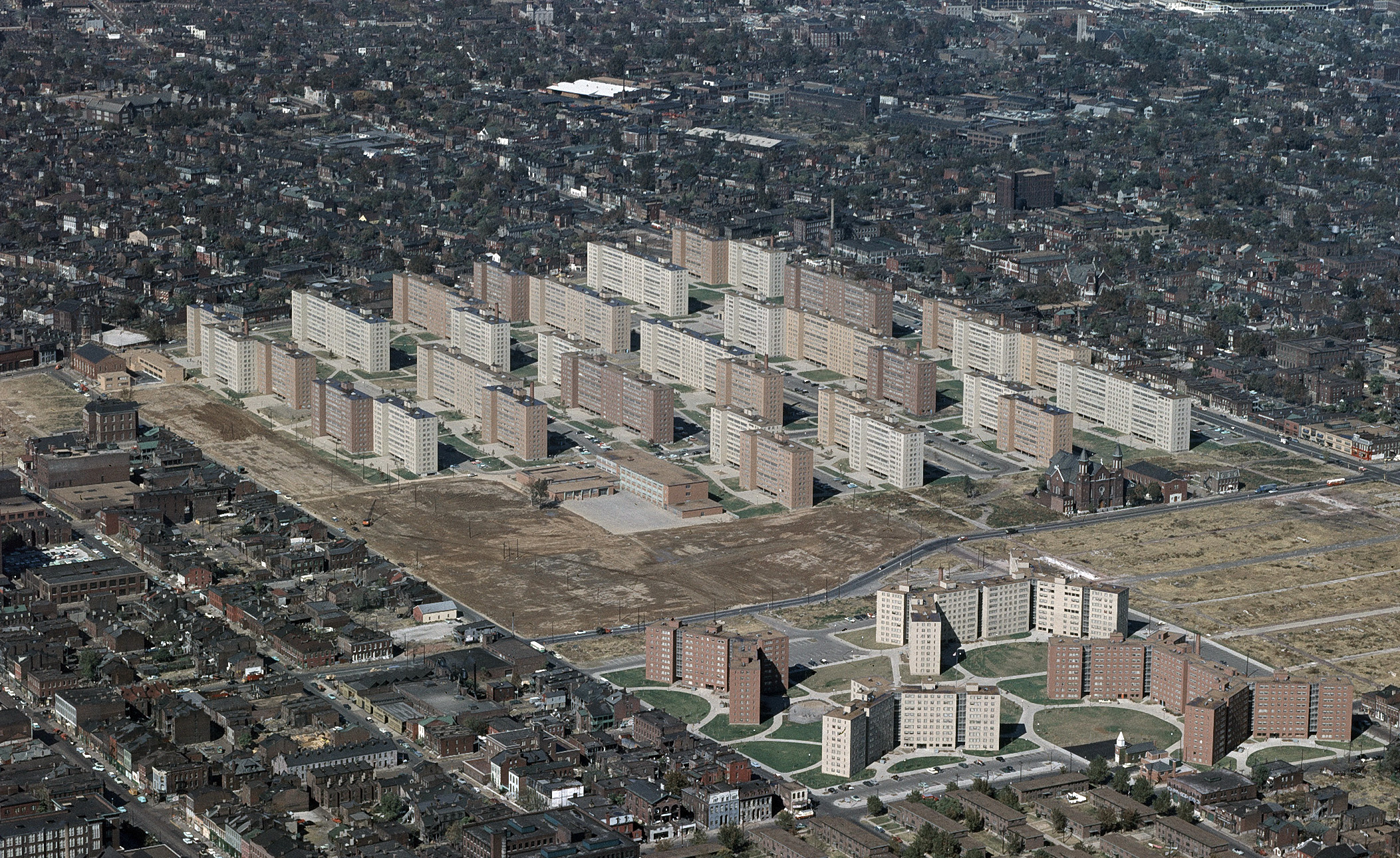
Le quartier de Pruitt-Igoe à Saint-Louis a été l'un des symboles des difficultés qu'ont connues certains centres urbains américains au XXe siècle.

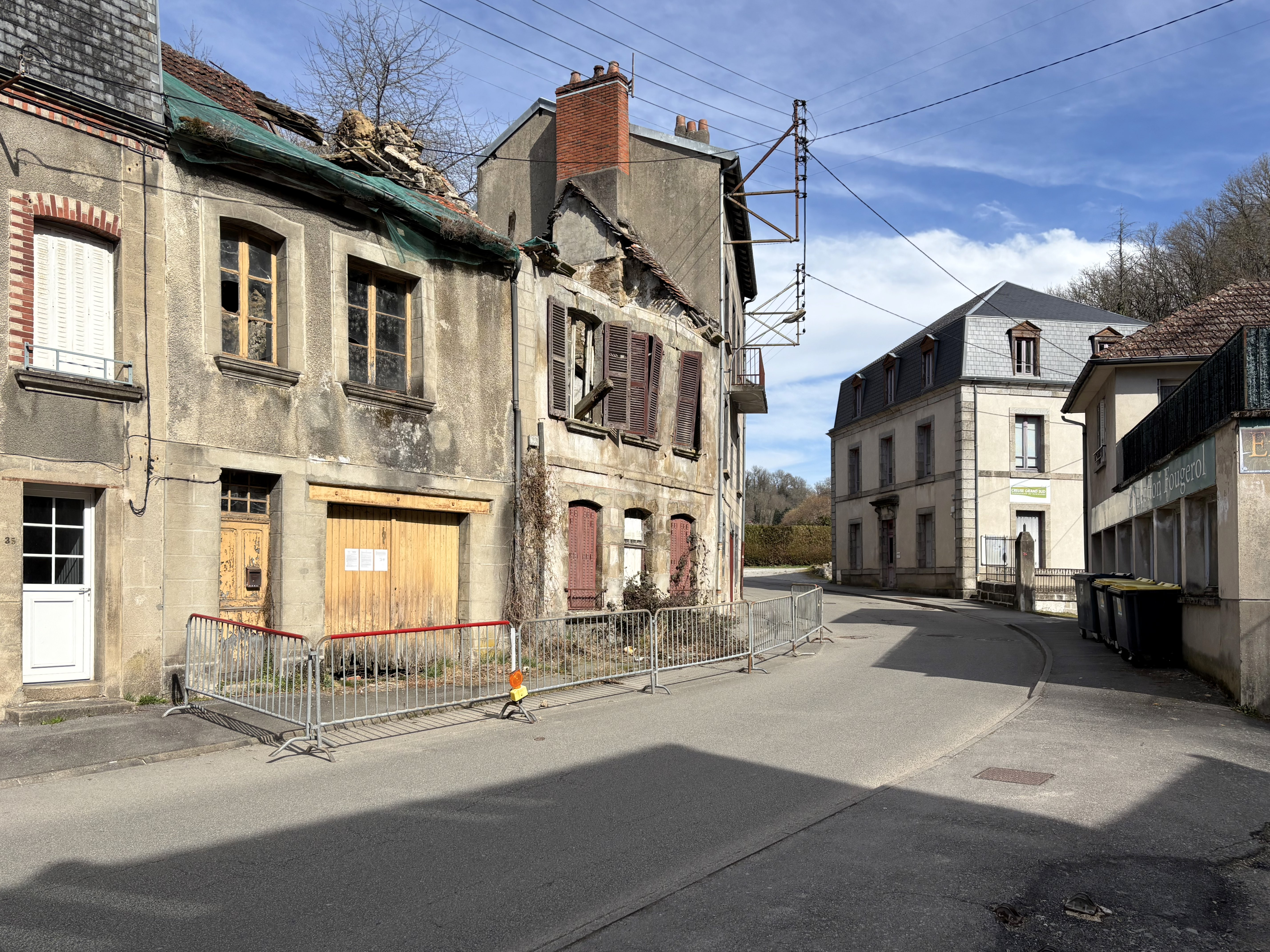
Déclin urbain dans la Creuse

Le déclin urbain, contrairement à la notion de décroissance urbaine, dénote l'irréversibilité du processus. Ces deux notions sont malgré tout employées comme synonymes l'une de l'autre. Ce phénomène se répercute sur trois principaux critères : démographique (décroissance démographique), économique (diminution des activités et du nombre d'actifs) et social (hausse de la précarité et de l'insécurité).  
En France, le phénomène reste limité à 20 % environ des aires urbaines. Il concerne surtout les petites villes (deux mille à cinquante mille habitants, taille variant selon les institutions et les chercheurs) et les villes moyennes (moins de cinquante mille habitants) situées dans les anciens bassins industriels (Lorraine, pourtour du Massif Central, Nord). Il est provoqué par une perte d'attractivité. Il se traduit par une baisse de la population. Cette baisse intervient depuis 1970 environ pour les grandes villes centres (Saint-Étienne, Le Havre), depuis 1990 environ pour les communes de périphérie. Cette décroissance n'est pas neutre socialement, car les populations aisées partent plus facilement ; elle provoque une paupérisation des habitats et des habitants, et une spécialisation ethnique.
Jusque dans les années 1970-1980, le déclin urbain concerne principalement les pays développés qui rassemblent 70 % des villes en déclin. Le phénomène touche notamment les États-Unis, le Japon et l’Europe (Allemagne, Royaume-Uni). Dans les années 1990, le nombre de villes en déclin explose : à l’échelle mondiale, plus d’un quart des villes de plus de cent mille habitants sont en décroissance. En France métropolitaine, on considère que moins 10 % de la population urbaine est touchée par le déclin urbain.

## Définition

### Terminologie
L’utilisation de termes imagés pour décrire ce phénomène démontre la difficulté relative à décrire et à cerner celui-ci. Les termes employés varient d’un pays à l’autre emportant chacun une idée particulière. En France, on parle de déclin, de décroissance illustrant une approche plutôt démographique et économique. Tandis qu’en anglais on parle de shrinking cities et en allemand de schrumpfende Städte, la traduction en français serait « villes rétrécissantes », mais ce terme n’est pas toujours adapté puisque les villes en question ne perdent pas de superficie ou même en gagnent (la multiplication des friches industrielles n'étant pas incompatible avec un phénomène d'étalement urbain, ainsi, par exemple, à Troyes). Même si leur population baisse en nombre, des agglomérations continuent de grossir, de s’étendre et de s’étaler. Certains auteurs en France (Ducom et Yokohari 2006) privilégient le terme de « rétraction urbaine » comme la manifestation physique et démographique du déclin urbain.

## Les théories de la décroissance

### Mondialisation et déclin urbain
Les débats liés à la mondialisation sont récurrents ces dernières décennies. La mondialisation a accéléré la désindustrialisation dans certains pays occidentaux. Ce lien s’accompagne d’une période de changements urbains majeurs à la fois démographiques et économiques. Ces mutations se caractérisent principalement par un vieillissement de la population, par la diminution de la fécondité et par le déclin des activités industrielles qui sont souvent le pilier de l'économie de ses villes spécialisés dans le secteur de l'industrie. 
Le système de production industrielle contemporain est devenu plus structuré. La structuration donne naissance à une dimension spatiale au moyen de la sous-traitance. L'espace d'implantation dépend du choix des multinationales ; pour faire face à la crise ou à la compétition économique, un bon nombre d’entreprises font appel à la délocalisation de leurs unités de production pour réduire les coûts et, qui peut expliquer en grande partie le déclin urbain des villes dans le monde.
Le processus de mondialisation est à l’origine à la fois de l’élargissement et de l’accentuation du phénomène de déclin. « Les recompositions économiques se combinent avec la nouvelle donne démographique pour induire des changements dans les formes de développement urbain ».

### Étalement urbain
Une des sources du déclin urbain, qui touche en premier lieu les centres-villes des aires urbaines de taille moyenne, est celle de la périurbanisation. En effet, au cours des dernières décennies les centres urbains ont connu une phase d’étalement progressif vers les périphéries. Cet étalement urbain s'est accompagné d'un nécessaire aménagement de l'espace pour répondre aux besoins de ces populations, désormais excentrées des centres-villes. Les pouvoirs publics, poussés par les acteurs économiques et les promoteurs immobiliers, ont été amenés à accepter la construction de zones d’activités commerciales en dehors des centres urbains. Progressivement, ces zones se sont développées pour offrir toujours plus de services aux populations de ces espaces périphériques : multiplications des commerces et variété des enseignes, services de santé (laboratoire, cabinets médicaux), services administratifs. Les offres se sont démultipliées jusqu’à faire de l’ombre aux centres villes, jugés moins accessibles ou moins praticables en voiture. Comme l’explique Olivier Razemon dans son ouvrage Comment la France a tué ses villes, ces zones commerciales périphériques ont progressivement concurrencées les offres du centre-ville, essayant de « recréer la ville en dehors de la ville ». Aujourd’hui les promoteurs immobiliers sont directement rattachés aux plus grands distributeurs pour qui ils construisent d’immenses centres commerciaux “tout-en-un” en essayant de recréer une atmosphère de vie de village.
La place de la voiture individuelle est non négligeable dans ce processus qui a mené, dans certains cas, à la désertification des centres-villes. De plus en plus éloignés du centre, les lotissements et zones d’habitations périphériques nées de l’étalement urbain ont été pensés pour la voiture. Ces espaces sont peu intégrés aux réseaux de transports en commun et les habitants de ces espaces sont dépendants de leur voiture. Les zones commerciales, avec les pressions de la grande distribution qui existent derrière, ont été la répartie trouvée pour répondre aux besoins en commerce local pour ces populations. Olivier Razemon explique d'ailleurs très bien la place non négligeable de la voiture dans ce processus. L'automobile a été d'abord mise à l'écart du centre-ville, jugée trop polluante, trop bruyante et trop encombrante. Elle a donc été relégué en périphérie où l'espace s'est organisé autour d'elle (des rues larges, des garages pour chaque maison), les centres commerciaux s'y sont également pliés : parkings gigantesques et développement du service drive.
Aujourd'hui les commerçants en centre-ville réclament plus de places de parking pour retrouver de l'attractivité auprès de leurs clients. Cependant, cette solution apparaît dans un premier temps très compliquée à mettre en œuvre, faute de place en ville notamment, mais semble également répondre de manière trop limitée au problème.

## Les effets de la décroissance

Cette carte représente le taux de variation annuel moyen de la population française entre 1999 et 2009 en prenant en compte l’accroissement naturel et migratoire

### Démographiques
La décroissance des villes s’explique par une décroissance démographique importante mais les conséquences du déclin se répercutent également sur la structure de la population et entraînent alors une sorte de cercle vicieux de la décroissance. Dans un article publié dans Métropolitiques en 2017 intitulé "Ceux qui partent, ceux qui restent. Les mobilités résidentielles dans les villes en décroissance", Mathilde Rudolph tente de démontrer l’impact de la décroissance sur les mobilités résidentielles.
Ce qui fait en réalité défaut aux villes en décroissance, c’est leur manque d’attractivité. Cela se traduit par un taux d'accroissement migratoire de valeur négative. Les espaces en déclin ont un solde naturel positif, mais s’ils perdent autant de population que les aires urbaines en croissance, c’est le faible nombre d’arrivées qui différencie ces deux espaces. Les villes moyennes sont souvent moins intégrées aux flux de capitaux, d’investissement mais également de populations, tous ces flux sont polarisés par les métropoles et les grandes villes qui agissent comme des aimants face aux territoires qui les entourent. 
En analysant l’immigration et l’émigration des villes en décroissance, Mathilde Rudolph a pu distinguer une différenciation par Catégorie Socio-professionnelle (CSP). Elle relève que les migrations sont sélectives, selon les CSP les populations ne sont pas touchées pareil par celles-ci. Les villes en croissance tendent à attirer les cadres tandis que les villes en décroissance développent un déficit dans la représentation de cette CSP. Entre 2001 et 2006, selon l’INSEE, le taux d’immigration nette (différence entre immigration et émigration) dans les villes en croissance est de 9 % pour les cadres alors qu’il n’est que de 4 % pour les professions intermédiaires. Tandis que pour les villes en croissance, touchées par un fort déficit d’arrivées, de cadre ce taux est de -9 % contre -2,3 % seulement pour les professions intermédiaires. Les villes en décroissance sont donc touchées par un phénomène de migration sélective qui se traduit par un fort déficit d’arrivées, notamment chez les CSP supérieures.

### Economiques
Le déclin urbain peut se traduire par l'abandon du bâti avec un nombre de logements vacants bien plus élevé que celui de la population. Il peut, ainsi toucher une partie ou la totalité d'une ville. Certains quartiers urbains peuvent décliner alors même qu'ils sont situés dans une ville en croissance démographique et économique.
Le déclin urbain s'accompagne souvent d'une désertification des centres-villes. Concurrencé par les offres commerciales en périphéries, les centres-villes peinent à conserver leur clientèle. Cette désertification se traduit dans le paysage urbain par une prépondérance des vitrines vides, des rideaux de fer baissés et des rues peu fréquentées. Les villes en déclin en souffrent le plus : les centres-villes de Béziers, Soissons, Agen ou encore Avignon en sont des exemples.

## Stratégies en réponse au déclin
Les villes françaises se sont converties à l’entrepreneurialisme urbain dans les années 1990, comme nombre de villes européennes. Il s’agit d’action politique visant à faire appel à des entreprises privées concernant des actions publiques. Les politiques de transports urbains, telles que la mise en place des Velib à Paris, résultent de politiques entrepreneuriales publiques-privées. Dans ces stratégies, la compétition entre entreprises concernant les appels d’offres participe au renforcement de l’attractivité économique. Or on constate qu’aucune politique spécifique à des situations de déclins urbains n’a été mise en place. Par le biais de ces stratégies entrepreneurialistes, la décroissance des villes ainsi que leur faible attractivité est renforcée. 
Du fait de la marginalité du phénomène, le déclin urbain est peu mis en avant dans l’espace politique et médiatique. Les politiques nationales urbaines sont standardisées, et ne répondent pas aux spécificités locales. Le paradigme du Plan National de Rénovation Urbaine (PNRU) de 2003 à 2016 consistant à construire un logement pour chaque logement détruit, met en exergue les difficultés des politiques à s’adapter aux spécificités d’un territoire.
Le déclin démographique n’est pas perçu comme un problème contrairement à la baisse des activités, la montée du chômage, la précarisation ou encore la paupérisation des populations. Les stratégies mises en place n’accompagnent pas la perte de population. Des stratégies alternatives naissent ainsi. Elles ont pour but d’accompagner les dynamiques de décroissances démographiques. Les stratégies de  « décroissance planifiée » proposent une nouvelle approche du phénomène de décroissance fondée.

### Programme Action Cœur de ville
Dans le but de pallier la disparition des commerces de proximité. Le programme Action Cœur-de-ville est la première réponse apportée par les politiques publiques au problème de dévitalisation des centres-villes. Le ministre de la Cohésion des territoires, Jacques Mézard, présente le programme en mars 2018 : « J’ai la conviction que les villes moyennes sont un vecteur essentiel de développement de nos territoires. Elles concentrent 23% de la population française et 26% de l’emploi. Leur vitalité est indispensable car elle profite à l’ensemble de leur bassin de vie, et plus largement aux territoires urbains et périurbains environnants. Le cœur de ville, dans toute la diversité du tissu urbain français, est le creuset où se noue à la fois la vie civique, la vie économique, la vie sociale. Comme cela est fait dans le domaine de la politique de la ville avec le doublement du financement de 5 à 10 milliards d’euros, une action forte était indispensable pour les villes moyennes et leurs intercommunalités ». Le programme repose sur cinq axes structurants : la réhabilitation et la restructuration de l'habitat en ville ; favoriser un développement économique et commercial équilibré ; développer l'accessibilité, la mobilité et les connexions ; la mise en valeur les formes urbaines, de l'espace public et du patrimoine ; fournir l'accès aux équipements et services publics. Sa mise en place se fait au travers de cinq milliards d'euros sur cinq ans financés par la Caisse des dépôts et consignations, Action Logement et l'Agence Nationale de l'Habitat (ANAH) au travers de subventions et de prêts concédés à une soixantaine de villes chaque année.
Ce programme apparaît déjà pour certains comme une réponse trop limitée face aux problèmes rencontrés par les élus locaux et les habitants : un ciblage qui exclut de nombreuses villes, des financements déjà existants simplement recyclés sans mesures ni outils. Rémy Pointereau, sénateur (LR) et coprésident du groupe de travail sénatorial sur la revitalisation des centres-villes et des centres-bourgs, juge que « le plan d’action n’est pas forcément à la mesure du problème : il ne prévoit pas de crédits nouveaux, pas de mesure structurelle sérieuse sur la fiscalité, les implantations commerciales. Par ailleurs la localisation des opérations de revitalisation du territoire est décidée par le gouvernement, ce qui constitue une forme de recentralisation. On aurait préféré un appel à projet avec une commission d’attribution ».

### Numérisation
Face au déclin urbain, le numérique est souvent considéré comme un levier de développement économique opportun. Nevers (33 300 habitants) et Vierzon (25 700 habitants) sont deux exemples de villes moyennes du centre de la France, marquées par des dynamiques économiques et démographiques récessives, dans lesquelles les élus ont fait le choix de miser sur le numérique pour lutter contre le déclin urbain. Nevers et Vierzon  ont cherché, ainsi, à déployer des politiques d’attractivité vis-à-vis de potentiels entrepreneurs et de leurs salariés. Nicole Commerçon note ainsi que d’importants moyens sont mis en œuvre dans les villes moyennes « pour attirer de nouvelles entreprises aux technologies innovantes porteuses d’emplois de haut niveau ». La géographe liste la création de parcs d’activités, la mise en valeur d’espaces remarquablement situés ou le soutien aux structures associatives destinées à développer l’emploi. Ces villes misent ainsi, en dépit d’une compétition sévère, sur les mérites de leur situation géographique et sur une qualité de vie susceptibles de répondre aux exigences des cadres supérieurs afin de lutter contre le déclin urbain. Cette stratégie visant à l'amélioration de la qualité de vie s'accompagne aussi d'un développement des lieux physiques favorisant la coopération d'entreprises et de travailleurs, tels que les espaces de coworking.
Cependant, ces politiques de développement du numérique présentent des limites. Premièrement, elles apparaissent souvent peu attentives à la sociologie des habitants et aux spécificités locales, car l'action des municipalités consiste à attirer et à maintenir des cadres, des artisans ainsi que des chefs d'entreprises, qui sont pourtant structurellement minoritaires à Vierzon comme à Nevers. Deuxièmement, l'efficacité de telles politiques de développement est limitée. Les créatifs, d'une part, sont souvent moins mobiles qu'on ne le croit. D'autre part, la capacité des lieux physiques de coopération entre entreprises et travailleurs (tiers lieux, espaces de coworking, etc.) à regénérer le tissu urbain semble être plus limitée qu'au sein des territoires métropolitains. Selon la sociologue Eve Ross, les espaces de coworking ont pour le moment des résultats non performants en matière d'innovation et les coworkers sont dotés de ressources financières faibles et peuvent avoir du mal à subvenir à leurs besoins. Enfin, comme ont pu le montrer Renaud Epstein, les labels prônant le développement du numérique sur le territoire incitent les élus locaux à gouverner selon des opportunités proposées depuis l'extérieur plutôt qu'en fonction des besoins exprimés par la population, dans une logique privilégiant l'offre à la demande. 

## Études de cas
Les études de cas en France comme aux États-Unis mettent en évidence que la concurrence intercommunale joue un rôle important dans le déclin urbain de ces communes.

### En France

#### Saint-Étienne

##### Contexte à Saint-Étienne
L’agglomération de Saint-Étienne est déclinante depuis les années 1970. Elle est marquée par des dynamiques très différenciées suivant les territoires dont le déclin est dû à la désindustrialisation et aux migrations des classes moyennes et supérieures du centre-ville.
Avant de connaitre des difficultés économiques dans les années 1960, Saint Étienne était une ville prospère, notamment grâce à la diversification économique (industrie textile, charbon, vente par correspondance). À partir des années 1970, le déclin économique s’accélère avec la diminution croissante des emplois industriels à la suite de la fermeture de la Houillère. Dès les années 1980, les classes moyennes et supérieures migrent vers les communes environnantes, engendrant ainsi une périurbanisation du territoire. Même si la population se stabilise dans les années 1990-2000, la décroissance urbaine semble socialement sélective. 
Entre 1990 et 2008, l’évolution démographique se stabilise. Le déclin démographique est très inégal à l’échelle des dynamiques internes à l’agglomération, et se concentre principalement dans les anciens territoires industriels et dans les communes périphériques à Saint-Étienne. Ce déclin touche certaines CSP, même si l’on remarque des variations dans les pertes des CSP[incompréhensible]. Caractérisée par une forte proportion d’ouvriers, la ville de Saint Étienne connait une sélectivité dans le déclin démographique.
Le déclin urbain de Saint-Étienne se caractérise donc par une décroissance démographique de la ville, directement concurrencée par les communes périphériques.    

Les communes de l'intercommunalité Saint-Étienne Métropole ont connu une nette évolution de leurs taux d'équipements entre 2007 et 2016.

Le taux d'équipement permet de mesurer le "niveau d'équipement et de service rendus par un territoire à la population" : en recensant le nombre d'équipements (commerciaux, de santé, de service, d'éducation ou encore de l'administration) et en divisant à la population puis en multipliant par 1 000. Saint-Étienne, ville en déclin, est concurrencée par sa périphérie et l'augmentation croissante de la population dans les communes limitrophes. Cette carte permet d'avoir une représentation spatiale de l'évolution du taux d'équipement et donc d'avoir une idée des dynamiques d'aménagement sur ces territoires entre 2007 et 2016.
Ainsi, on remarque que les communes périphériques à l'Est de Saint-Étienne ont connu une forte augmentation de leur taux d'équipement (entre +62 % et +170 %). Châteauneuf, par exemple, a connu la plus forte augmentation avec un taux de +170 %, passant ainsi d'un taux d'équipement de 8,9 à 24 pour 1 000 habitants. D'un côté cette augmentation est donc à nuancer, il s'agit d'abord d'un rééquilibrage entre les différentes communes, pour mieux équiper des communes où l'offre d'équipements étaient très faibles, contrairement à Saint-Étienne qui était déjà relativement bien équipé (27,2 ‰ en 2007 à 35 ‰ en 2016). De l'autre, l'augmentation du taux d'équipement s'explique par une augmentation de la population dans ces communes. Entre 2007 et 2015, Châteauneuf a connu une augmentation de +6 de sa population, alors que Saint-Étienne a connu une perte de -2,5 % de sa population sur la même période.
Les villes de l'est de la communauté d'agglomération sont à la fois, celles qui ont connu les plus fortes augmentations de population (Tartaras +11,5 %, Pavezin +24,8 %, Farnay +10,7 %) et donc une amélioration de leur taux d'équipement (respectivement +76,8, +67,3 % et +103,4).
Le cas de la commune de la Tour-en-Jarez est aussi très parlant, commune limitrophe de Saint-Étienne, elle a vu sa population fortement augmenter entre 2007 et 2015 (+15 %) et son taux équipement également (+85,9 %). La commune attire par sa proximité avec la préfecture couplée à un caractère encore rural, c'est la logique même de la périurbanisation. Cette dynamique est assumée par la mairie, le slogan de la commune "La-Tour-en-Jarez une ville à la campagne".
Le déclin urbain dont souffre Saint-Étienne s'explique donc en partie par la concurrence des communes périphériques. Elles bénéficient d'une plus forte augmentation de leur population, qui se traduit également par un plus fort investissement dans leurs équipements.

##### Stratégies à Saint-Étienne
Dès les années 1960, la question de l’attractivité économique de la ville est au cœur des débats politiques. Les stratégies mises en place par les pouvoirs publics durant cette période sont le soutien aux grands groupes industriels et le réaménagement de friche industrielle en zone attractive, viable économiquement. La crise est alors perçue uniquement par sa dimension économique, dont la décroissance démographique n’est qu’une conséquence. L’action sur l’emploi semble être une réponse à la perte de population de la commune. 
Dès les années 1970, la logique entrepreneurialiste s’installe. La région connait alors de fortes rivalités entre les communes pour l’accueil des entreprises. Cette concurrence intercommunale et le manque de coordination intercommunale participent à une mauvaise gestion du déclin économique et démographique. Le Schéma Directeur d’Aménagement planifiant un développement économique et urbain n’est pas mis en place pour cette raison. 
Dans les années 1980, Saint-Étienne se retrouve dans une enclave en tant que ville centre par les communes de la première couronne à la suite d'une tentative de créer un district urbain de Saint-Étienne par la municipalité. Peu après dans les 1995, une nouvelle structure intercommunale est créée : la communauté de communes, ce qui n’apaise pas les tensions existantes du fait de sa faible capacité d’action.
Après le recensement de 1999, l’alerte est sonnée dans la prise en compte des questions démographiques. La ville connait des réorientations politiques urbaines centrées sur l’urbanisme et le logement dans le but de renforcer l’attractivité économique. La production de logement est dès lors, partir de 2001, relancée et diversifié. Elle doit répondre à de nouvelles règles sociales qui reposent sur le partage équitable des nouveaux logements entre le logement locatif social, le logement locatif privé, et le logement en accession à la propriété. La mixité sociale est au service de la logique.  Dans le même temps, Saint-Étienne connait une politique de démolition, notamment dans les quartiers des grands ensembles. Ces nouvelles politiques provoquent des tensions entre les approches de ceux qui prônent la démolition et la réhabilitation de l’ancien parc social et ceux qui programment les nouvelles constructions.
Les réponses proposées à la décroissance démographique, considérées dans le cas stéphanois comme standard, ont comme objectif de renforcer l’attractivité résidentielle et sont identifiées différemment selon les acteurs. Pour l’État, les stratégies de re-dynamisation de Saint-Étienne sont mises en place pour renforcer l’attractivité de l’aire métropolitaine lyonnaise tandis que pour les acteurs locaux, ces stratégies visent à attirer des populations jugées désirables comme les ménages de classes moyennes, les cadres ou encore les artistes et les artisans. On parlera de mixité sociale « par le haut ». La construction d’infrastructures culturelles participent à créer une nouvelle identité de la ville.
Ces stratégies sont toutefois limitées. On constate un manque de cohérence entre les objectifs et des politiques de démolition, entre les différents projets d’acteurs variés. La question du déclin est traitée à une échelle faible, celle de l’intercommunalité et non à l’échelle de la métropole, dont le budget est insuffisant pour permettre la mise en place d’action réelle dans le partage des coûts,.

#### Roubaix

##### Contexte à Roubaix
Roubaix est une ville périphérique en décroissance urbaine, du fait du processus de désindustrialisation et de la concurrence intercommunale.

##### Stratégies à Roubaix
Les stratégies de  redéveloppement peuvent être périodisées par le soutien ou non apporté par les échelles supérieures de la communauté urbaines. En 1967, la région Nord décide de la création de la Villeneuve-d’Ascq. Peu après Roubaix intègre la structure intercommunale Lille-Roubaix-Tourcoing dans le cadre de la Communauté urbaine de Lille (CUDL), participant à la métropolisation de la commune. Cette nouvelle organisation intercommunale participe à renforcer la concurrence interurbaine. En effet les actions de la CUDL sont limitées du fait de peu de fonds financiers pour revitaliser équitablement les territoires en déclin en desservant les intérêts communautaires au profit des intérêts de la commune de Lille. La création de l’axe de transport reliant Villeneuve-d’Ascq et Lille, excluant Roubaix, en est un exemple. La création de la ville nouvelle, renforce la migration des groupes sociaux élevés des centres villes. Roubaix perd ces groupes au profit de cette nouvelle ville, et des communes périphériques. 
Ce n’est qu’à partir de 1977, que la marginalité de Roubaix est énoncée par les élus locaux dans la sphère médiatique. Dans les années 1980, se pose la question de développement de Roubaix. Ne pouvant pas concurrencer Lille, monopole technologique du département, et la ville nouvelle, les stratégies s’appuient sur les politiques du logement afin de rendre plus attractif son territoire. Les constructions nécessitant un investissement important pour un résultat d’attractivité incertain, elles sont peu renouvelées.Dans les années 1990, la croissance n’est plus envisagée par la périurbanisation mais par la ville compacte. Les anciennes friches industrielles ont dès lors un potentiel dans les politiques culturelles visant à une mixité sociale,.

#### Le Havre

##### Contexte au Havre
Le port du Havre a été fondé ex nihilo en 1517 sous-ordre de François Ier. En effet, à cette époque, la région ne disposait pas de port important pour la marine militaire. Il sert de plus à entretenir les relations commerciales entre la France et le Nouveau Monde. 
Entre la Première et la Seconde Guerre mondiale, le port du Havre est soumis à la concurrence des ports du nord de l’Europe. La Première Guerre mondiale a fortement affecté le commerce international. Le port du Havre est détruit lors de la Seconde Guerre mondiale, plusieurs années seront nécessaires à sa reconstruction.
La ville du Havre est ébranlée par la désindustrialisation des années 1970. Elle ne prend pas le virage de la mondialisation et s’enfonce dans une déprise économique. En effet, l’économie de la ville n’est pas diversifiée, mais est uniquement tournée vers les activités portuaires ce qui a accentué sa fragilité. L’hyper-spécialisation dans les activités portuaires et le faible niveau de scolarisation des agents n’offre que peu de perspective face au chômage. Bien que le port du Havre soit vu comme important par les Français, il est en réalité d’importance modeste comparé aux ports des Pays-Bas et d’Allemagne.

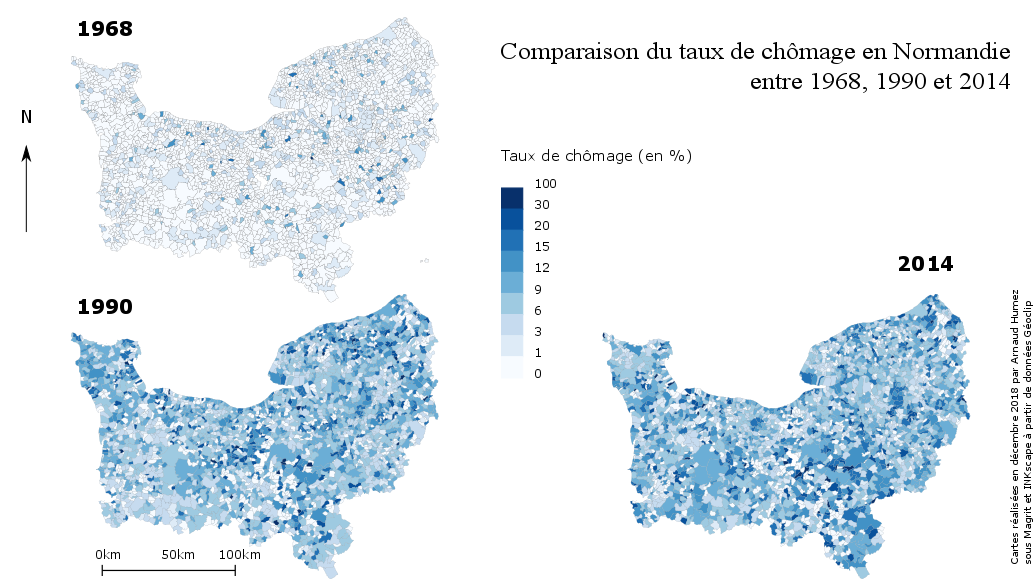
Comparaison du taux de chômage en Normandie entre les années 1968, 1990 et 2014

Même si la ville s'ancre dans un déclin démographique, le port du Havre permet la présence de 32 000 emplois directs et indirects ce qui constitue 20 % des emplois dans la zone d’emploi. Mais les habitudes changent, les employés du secteur maritime sont chaque année moins nombreux à vivre dans la commune du Havre à proximité immédiate de leur lieu de travail. Selon des estimations, seuls 57 % des employés ayant un emploi dans le secteur maritime continuent à vivre dans la commune. Des anciens quartiers habités depuis plusieurs siècles par des familles de marin sont aujourd’hui en proie aux logements vacants.

##### Stratégies au Havre
La municipalité du Havre cherche à raviver l’intérêt des zones portuaires chez les Havrais. Un nouveau dynamisme est insufflé aux anciens docks reconvertis en lieu culturel et d’éducation avec plusieurs écoles d’enseignement supérieur. Les anciens logement de marins sont reconvertis en logements sociaux et de nouveaux immeubles voient le jour. Les anciennes infrastructures du port comme les docks font offices de musée à ciel ouvert. Leur présence commémore le passé maritime dans ces localisations de la ville.
La reconversion des anciens docks en centre commercial montre la diversification de la ville qui s’opère petit à petit.

### Articles universitaires
- Florence Nussbaum, « Quartiers fantômes et propriétaires invisibles : Les propriétés abandonnées, symptômes de la crise des villes américaines », Géoconfluences,‎ 2015.
- Sylvie Fol et Emmanuèle Cunningham-Sabot, « « Déclin urbain » et Shrinking Cities : une évaluation critique des approches de la décroissance urbaine », Annales de géographie, vol. 674, no 4,‎ 2010, p. 359-383 (ISSN 0003-4010 et 1777-5884, DOI 10.3917/ag.674.0359, lire en ligne, consulté le 6 novembre 2018).
- (en) A. Champion, « A changing demographic regime and evolving polycentric urban regions : Consequences for the size, composition and distribution of city populations », Urban Studies, vol. 38, no 4,‎ 2001, p. 657-677.
- CAUCHI-DUVAL Nicolas, BEAL Vincent et ROUSSEAU Max ,  La décroissance urbaine en France : des villes sans politique, Espace populations sociétés [En ligne], 2015/3-2016/1 | 2016. https://journals.openedition.org/eps/6112
- ROTH Hélène, « Les « villes rétrécissantes » en Allemagne », Géocarrefour [En ligne], Vol. 86/2 | 2011, mis en ligne le 05 mars 2012, consulté le 2 octobre 2018. https://journals.openedition.org/geocarrefour/8294
- Grimaud Elisabeth, « Renouer le lien entre port et citadins, un défi impossible à relever ? Le cas du Havre », Norois, 2015/3 (no 236), p. 25-38.
- Vincent Béal & Anaïs Collet & James DeFilippis & Richard E. Ocejo & Max Rousseau, « Villes en décroissance », Métropolitiques, 27 mars 2017. https://www.metropolitiques.eu/Villes-en-decroissance.html

### Thèses et mémoires
- Yoan Miot, Face à la décroissance, l'attractivité résidentielle. Le cas des villes de tradition industrielle de Mulhouse, Roubaix et Saint-Étienne. Thèse de doctorat en aménagement et urbanisme, sous la direction de Didier Paris, Lille, École doctorale SESAM, 2012, 442 p.https://ori-nuxeo.univ-lille1.fr/nuxeo/site/esupversions/de8a349c-6900-4d79-96b7-f67cdc0dc681

- Anaïs Oddoux “Les acteurs locaux face aux défis de la décroissance urbaine Saint-Dizier ou le tiraillement entre idéal et principe de réalité” Mémoire de Master 2 en Géographie, Université Paris 1 Panthéon-Sorbonne 2015, 136p, https://f-origin.hypotheses.org/wp-content/blogs.dir/2796/files/2016/02/M%C3%A9moire-Oddoux-d%C3%A9croissance.pdf

- Mathilde Rudolph, « Mobilités sélectives et déclin démographique des villes françaises : analyse des flux migratoires à l’échelle des aires urbaines entre 1990 et 2011 », Mémoire de Master 2 en Démographie, Université de Strasbourg, 2015, 122p,  https://alterpo.hypotheses.org/files/2015/09/M%C3%A9moire-Mathilde-Rudolph.pdf

### Ouvrage
- RAZEMON Olivier, “Comment la France a tué ses villes”. Rue de l’échiquier, 2017, 224p.